# Praekogia cedrosensis
Praekogia cedrosensis — вымерший вид морских млекопитающих подотряда зубатые киты. Единственный вид рода Praekogia. Известен из миоцена, мессинский ярус (7,246—5,333 миллионов лет назад). Типовой образец UCR 15229 найден в формации Almejas (Мексика, Нижняя Калифорния). Внешне и по образу жизни этот вид, видимо, напоминал современных карликовых кашалотов.